# Lactarius indigo
Lactarius indigo (Schwein.) Fr., è un fungo appartenente alla famiglia delle Russulaceae. È diffuso in centro America, Nord America e in Estremo Oriente. Cresce sia nelle foreste di decidue che nelle foreste di conifere dove forma associazioni micorriziali con diverse specie di alberi.
Il lattice che rilascia quando il fungo viene spezzato è di colore indaco-blu ma lentamente diventa verde dopo esposizione all'aria.
Il Lactarius indigo è un fungo commestibile.
Nel novembre 2019, il Lactarius Indigo è cresciuto in un bosco di quercia nella Sicilia orientale. L'eccezionale ritrovamento, primo in Europa, è stato effettuato dal micologo Nicola Amalfi.